# Chiesa di San Zeno (Mendrisio)
La chiesa di San Zeno è un edificio religioso tardobarocco che si trova a Mendrisio, nel quartiere di Salorino.

## Storia
La chiesa fu menzionata per la prima volta nel 1330 e diventò sede di una parrocchia autonoma nel 1601, ma l'edificio attuale risale al XVII-XVIII secolo. In questo periodo, infatti, l'edificio fu completamente ricostruito con una navata unica che si conclude in un presbiterio dotato di un coro di forma semicircolare (proprio quest'ultimo elemento fu aggiunto nel tardo Settecento). Fra il 1760 e il 1766 furono aggiunti, su un progetto di Giuseppe Brenni il portico, diviso in cinque arcate, e la canonica. Fra il 1765 e il 1768 fu realizzato l'ossario che si trova a ridosso del cimitero: l'edificio, tuttavia, fu modificato e diventò una cappella nel 1933. La chiesa fu restaurata una prima volta nel 1867 e una seconda fra il 2000 e il 2001.